# تپه شبناندر
تپه شبناندر مربوط به قرون میانه اسلامی است و در شهرستان خرم‌آباد، بخش پاپی، دهستان سپیددشت، ۵۰۰ متری شمال غرب روستای تپه شباندر واقع شده و این اثر در تاریخ ۸ بهمن ۱۳۸۵ با شمارهٔ ثبت ۱۶۹۹۸ به عنوان یکی از آثار ملی ایران به ثبت رسیده است.